# محسن نامجو
محسن نامجو (بالفارسية: محسن نامجو ) مواليد 1976 في تربت جام، إيران، هو مغني وكاتب غنائي إيراني بدأ مسيرته الفنية عام 1993. يجيد الغناء بالفارسية. يتأثر أسلوبه الموسيقي بالبلوز والروك. كلمات أغانيه مزيج فريد من القصائد الفارسية الكلاسيكية وكلماته والقصائد المعاصرة. ويستخدم الكلمات بحرية مع سخرية وتهَكُم لنقل الموسيقى بإسلوب حر.

## روابط خارجية
- محسن نامجو على موقع IMDb (الإنجليزية)
- محسن نامجو على موقع ميتاكريتيك (الإنجليزية)
- محسن نامجو على موقع روتن توميتوز (الإنجليزية)
- محسن نامجو على موقع ميوزك برينز (الإنجليزية)
- محسن نامجو على موقع أول ميوزيك (الإنجليزية)
- محسن نامجو على موقع ديسكوغز (الإنجليزية)